# Daniele Bagozza
Daniele Bagozza (Brixen, 3 juli 1995) is een Italiaanse snowboarder.

## Carrière
Bagozza maakte zijn wereldbekerdebuut in december 2014 in Carezza. In december 2015 scoorde de Italiaan in Cortina d'Ampezzo zijn eerste wereldbekerpunten. In januari 2019 stond hij in Rogla voor de eerste maal in zijn carrière op het podium van een wereldbekerwedstrijd. Op de FIS wereldkampioenschappen snowboarden 2019 in Park City eindigde Bagozza als twaalfde op de parallelslalom en als negentiende op de parallelreuzenslalom.

## Resultaten

### Olympische Winterspelen
| Jaar | Plaats | Resultaten               |
| ---- | ------ | ------------------------ |
| 2022 | Peking | 15e Parallelreuzenslalom |

### Wereldkampioenschappen
| Jaar | Plaats    | Resultaten                                  |
| ---- | --------- | ------------------------------------------- |
| 2019 | Park City | 12e Parallelslalom 19e Parallelreuzenslalom |
| 2021 | Rogla     | DNF Parallelslalom                          |
| 2025 | Engadin   | 32e Parallelslalom                          |

### Wereldbeker
Eindklasseringen
| Seizoen   | PAR | PGS | PSL |
| --------- | --- | --- | --- |
| 2015/2016 | 47e | –   | 45e |
| 2016/2017 | 52e | 64e | 30e |
| 2017/2018 | 40e | 43e | 24e |
| 2018/2019 | 13e | 14e | 7e  |

Wereldbekerzeges
| Datum            | Plaats            | Onderdeel            |
| ---------------- | ----------------- | -------------------- |
| 24 februari 2019 | Secret Garden     | Parallelslalom       |
| 14 januari 2020  | Bad Gastein       | Parallelslalom       |
| 23 december 2023 | Davos             | Parallelslalom       |
| 20 januari 2024  | Pamporovo         | Parallelslalom       |
| 27 januari 2024  | Simonhöhe         | Parallelreuzenslalom |
| 8 december 2024  | Yanqing           | Parallelslalom       |
| 14 december 2024 | Cortina d'Ampezzo | Parallelreuzenslalom |